# باتريشيا هاب بافلر
باتريشيا هاب بافلر (بالإنجليزية: Patricia Happ Buffler)‏‏(1 أغسطس 1938 - 26 سبتمبر 2013) هي اختصاصية وبائيات وباحثة سرطان أمريكية معروفة بعملها على سرطان الدم الذي يصيب مرحلة الطفولة والصحة البيئية، كانت عميدة لكلية الصحة العامة في جامعة كاليفورنيا في بيركلي، وتم إضافة اسمها إلى قاعة مشاهير النساء في تكساس عام 1985.

## النشأة والتعليم
ولدت باتريشيا إيه هاب في دويلستاون في بنسلفانيا، التحقت بالجامعة الكاثوليكية الأمريكية حيث حصلت على درجة البكالوريوس في عام 1960 في التمريض وعلم الأحياء. كمرأة شابة عملت هاب كممرضة للصحة العامة في هارلم، بعد انتقالها إلى كاليفورنيا في الستينيات تابعت دراساتها العليا في بيركلي وحصلت على درجة الماجستير في إدارة الصحة العامة عام 1965 وأكملت عمل الدكتوراه في علم الأوبئة عام 1963. كانت أطروحتها بعنوان "عوامل الخطر التاجية في الزيجات المختلطة اليابانية-القوقازية"، وتابعت صحة عرائس الحرب اليابانيات اللواتي تغيرت بيئاتهن بشكل كبير بين الطفولة إلى مرحلة البلوغ.

## الحياة المهنية
كانت بافلر عضوة في هيئة التدريس في جامعة تكساس من عام 1974 إلى عام 1991، حيث أنهت وقتها هناك كأستاذة علم الأوبئة في كلية الصحة العامة في هيوستن. أثناء وجودها في ولاية تكساس أطلقت دراسة عن سرطان الكبد في الولاية ركزت على التعرض الصناعي. اعتُرِفَ بعملها في عام 1985 عندما أُدخِلت في قاعة مشاهير النساء في تكساس. كما أُدخِلَت في قاعة شهرة جالفستون للسيدات في نفس العام.
في عام 1995 أطلقت بافلر دراسة عن سرطان الدم في الطفولة بكاليفورنيا، وهي واحدة من أكبر وأوسع الدراسات من نوعها. كما ترأست مركز الأبحاث التكاملية حول سرطان الدم والبيئة الذي بدأ في عام 2001. قامت بتشكيل منتدى سرطان الدم الدولي للطفولة في عام 2006 لربط الدراسات عبر الحدود الوطنية.
كانت بافلر مستشارة خبيرة لمنظمة الصحة العالمية ووزارة الطاقة الأمريكية ووكالة حماية البيئة وغيرها. كما كانت زميلة في الرابطة الأمريكية لتقدم العلوم وعملت في المجلس الاستشاري للبحوث التابع لمجلس مراقبة الهواء في تكساس.

## الحياة الشخصية
تزوجت باتريشيا هاب من الجيولوجي ريتشارد ثورمان بافلر عام 1962. كان لديهم طفلان وعاشوا لمدة ثلاث سنوات في ألاسكا. ماتت باتريشيا هاب بافلر فجأة في مكتبها عن عمر يناهز 75 عامًا. في وقت وفاتها كانت رئيسة منتخبة للجمعية الجمعية الدولية للأوبئة.